# Markovo, Stara Zagora
Markovo (în bulgară Марково) este un sat în comuna Bratea Daskalovi, regiunea Stara Zagora,  Bulgaria. 

## Demografie
Componența etnică a satului Markovo
     Bulgari (95,65%)
     Nicio identificare (4,34%)
     Altele (0%)
La recensământul din 2011, populația satului Markovo era de 46 locuitori. Din punct de vedere etnic, majoritatea locuitorilor (95,65%) erau bulgari. Pentru 4,34% din locuitori nu este cunoscută apartenența etnică.